# 熱見村
熱見村（あつみむら）は山梨県北巨摩郡にあった村。現在の北杜市中部、中央自動車道須玉インターチェンジの北北東、長坂インターチェンジの南東一帯にあたる。

## 歴史
- 1874年（明治7年） - 巨摩郡村山西割村・小池村・蔵原村が合併して熱見村となる。
- 1878年（明治11年）7月22日 - 郡区町村編制法の施行により、熱見村が北巨摩郡の所属となる。
- 1889年（明治22年）7月1日 - 町村制の施行により、熱見村が単独で自治体を形成。
- 1954年（昭和29年）6月1日 - 安都玉村・安都那村・甲村と合併して高根村が発足。同日熱見村廃止。